# Iwan Kolew (zapaśnik)
Iwan Kolew Iwanow (bułg. Иван Колев Иванов, ur. 17 kwietnia 1951 w Czirpanie) – bułgarski zapaśnik. Brązowy medalista olimpijski z Montrealu.
Walczył w stylu klasycznym. Brał udział w dwóch igrzyskach olimpijskich (IO 72, IO 76). W 1976 brąz wywalczył w wadze do 82 kilogramów. Na mistrzostwach świata zwyciężył w 1973. Zdobył złoto mistrzostw Europy w 1973 i brąz w 1976. 